# تاکاسو اسنو پارک
تاکاسو اسنو پارک (به لاتین: Takasu Snow Park) یک پیست اسکی در ژاپن است که در گوجو، گیفو واقع شده‌است.